# Грушанка круглолистная
Груша́нка круглоли́стная (лат. Pýrola rotundifólia) — вид многолетних цветковых растений рода Грушанка (Pyrola) семейства Вересковые (Ericaceae), ранее этот род включали в самостоятельное семейство Грушанковые (Pyrolaceae).

## Ботаническое описание

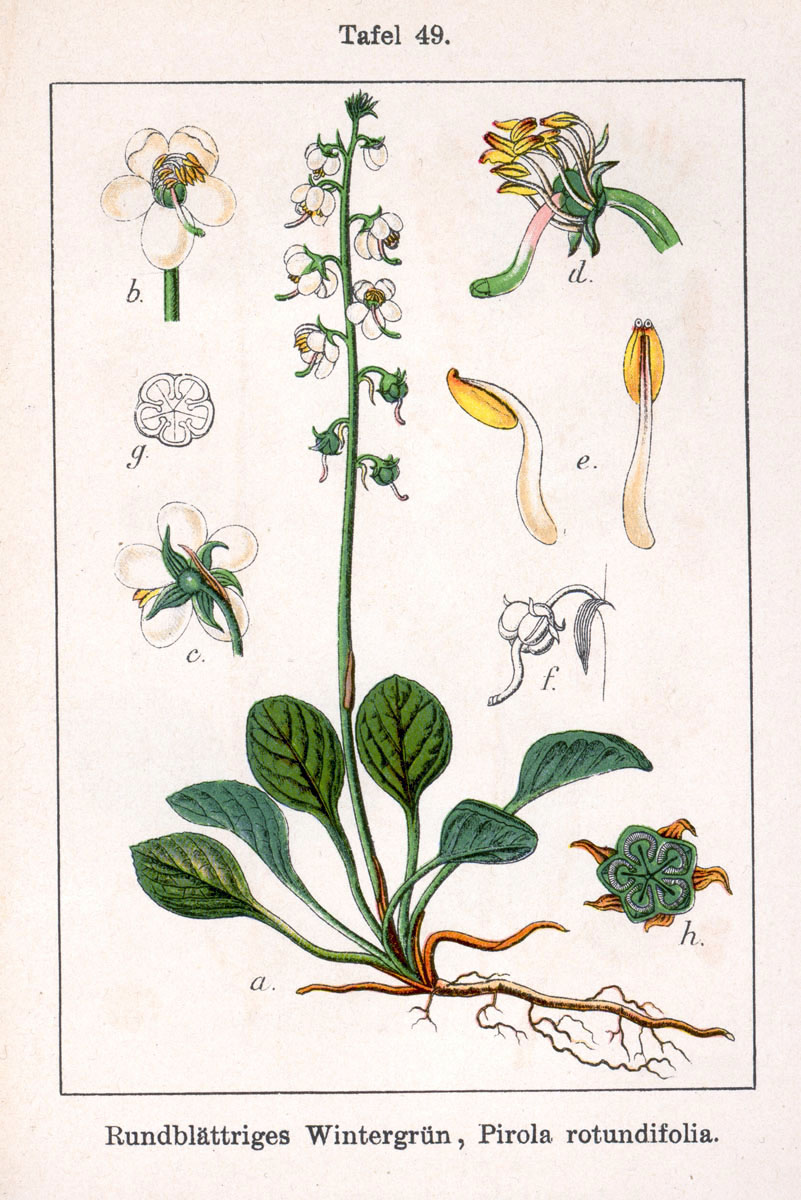

Многолетнее растение с длинным, ветвистым, тонким корневищем, от узлов которого отходят придаточные корни и надземные, ребристые стебли высотой 15—30 см, при основании которых находится розетка скученных листьев, а выше 1—2 продолговато-яйцевидных влагалищных, буроватых, чешуевидных листика.
Розеточные листья кожистые, слегка глянцевитые, округлые или овальные, при основании иногда немного сердцевидные, по краям неясно городчатые или почти цельнокрайные, с пластинкой длиной 3—6 см и шириной 1,5—5,5 см, на черешках длиной до 12 см, реже почти равны пластинке листа или немного короче.
Цветки отклонённые, реже поникающие, собраны в 8—15-цветковые кисти длиной 6—16 см. Венчик широко раскрытый, диаметром 15—20 мм, белый, душистый с толстоватыми, округло-яйцевидными, тупыми лепестками длиной 6,5—10 мм и шириной 4—6 мм. Столбик длиной 7,5—12 мм; рыльце пятилопастное.
Плод — приплюснуто-шаровидная коробочка длиной 4,5—5 мм и шириной 6—8 мм.

## Распространение и экология
В природе ареал вида охватывает всю территорию Европы, Кавказ, Западную и Восточную Сибирь, Центральную Азию и арктические районы Гренландии.
Произрастает в лесах.
|                                                                 |  |  |
| Слева направо: Верхняя часть листа. Нижняя часть листа. Цветки. |  |  |

## Значение и применение
Цветы поедаются северным оленем (Rangifer tarandus). Другими сельскохозяйственными животными не поедается.

## Классификация

### Таксономия
Pyrola rotundifolia L., 1753, Sp. Pl. : 396
Вид Грушанка круглолистная относится к роду Грушанка (Pyrola) подсемейства Pyroloidaea семейства Вересковые (Ericaceae) порядка Верескоцветные (Ericales). Таксономическая схема в соответствии с Системой APG IV по состоянию на декабрь 2023 года:
|  |                                      |  |                                   |                                   |                      |  | ещё 21 семейство | ещё 21 семейство  |                          |  |  |  | еще 3 рода                                                         | еще 3 рода                 |  |  |
|  |                                      |  |                                   |                                   |                      |  | ещё 21 семейство | ещё 21 семейство  |                          |  |  |  | еще 3 рода                                                         | еще 3 рода                 |  |  |
|  |                                      |  |                                   | порядок Верескоцветные            |                      |  |                  |                   | подсемейство Pyroloidaea |  |  |  |                                                                    | вид Грушанка круглолистная |  |  |
|  |                                      |  |                                   | порядок Верескоцветные            |                      |  |                  |                   | подсемейство Pyroloidaea |  |  |  |                                                                    | вид Грушанка круглолистная |  |  |
|  | отдел Цветковые, или Покрытосеменные |  |                                   |                                   | семейство Вересковые |  |                  |                   | род Грушанка             |  |  |  |                                                                    |                            |  |  |
|  | отдел Цветковые, или Покрытосеменные |  |                                   |                                   |                      |  |                  |                   |                          |  |  |  |                                                                    |                            |  |  |
|  |                                      |  | ещё 63 порядка цветковых растений | ещё 63 порядка цветковых растений |                      |  |                  | еще 8 подсемейств | еще 8 подсемейств        |  |  |  | еще 42 подтвержденных вида и 13 видов в статусе "неподтвержденных" |                            |  |  |
|  |                                      |  |                                   | ещё 63 порядка цветковых растений |                      |  |                  |                   | еще 8 подсемейств        |  |  |  |                                                                    |                            |  |  |

### Синонимы
- Pyrola declinata Moench
- Pyrola groenlandica Hornem.
- Pyrola magna Gueldenst. ex Ledeb.
- Pyrola major Lam.
- Pyrola monophyla Raf.
- Pyrola ovalifolia Schur
- Pyrola pumila (Hornem.) Hornem. ex Cham. & Schltdl.
- Pyrola rotundifolia var. rotundifolia
- Pyrola serotina La Fons
- Pyrola tianschanica Poljakov
- Thelaia arenaria Alef.
- Thelaia bracteosa Alef.
- Thelaia intermedia Alef.
- Thelaia rotundifolia (L.) Alef.